# Cratere Luli
Luli è un cratere sulla superficie di Rea.